# ژارکو لائوشویچ
ژارکو لائوشویچ (سیریلیک صربی: Жарко Лаушевић؛ زادهٔ ۱۹ ژانویهٔ ۱۹۶۰) بازیگر اهل صربستان است.
از فیلم‌ها یا برنامه‌های تلویزیونی که وی در آن نقش داشته‌است می‌توان به جشن اکتبر اشاره کرد.